# 玉作部広目
玉作部 広目（たまつくりべ の ひろめ、生没年不詳）は、奈良時代の防人。駿河国（現在の静岡県）の人。
玉作部（たまつくりべ）とは、勾玉などの製作を生業とした部民をいう。天平勝宝7歳（755年）2月、防人として筑紫に派遣される。『万葉集』に1首入集。
- 我ろ旅は旅と思ほど家にして子持ち痩すらむ我が妻悲しも（万葉集20-4343）